# Johanna Schnarf
Johanna Schnarf  (Brixen, 16 september 1984) is een Italiaanse alpineskiester.

## Carrière
Schnarf maakte haar wereldbekerdebuut in december 2004 tijdens de Super G in Lake Louise.
Op de Olympische Winterspelen 2010 nam ze deel aan de afdaling, de Super G en de combinatie in Vancouver. Op de Olympische afdaling eindigde ze 22e. Haar beste resultaten liet ze echter enkele dagen later optekenen: op de supercombinatie eindigde ze achtste, terwijl ze op de Super G met een vierde plaats net het podium misliep.
Op 6 maart 2010 behaalde ze voor het eerst een podiumplaats in een wereldbekerwedstrijd met een tweede plaats op de afdaling in Crans-Montana.

## Resultaten

### Wereldkampioenschappen
| Jaar | Plaats                 | Resultaten                                  |
| ---- | ---------------------- | ------------------------------------------- |
| 2007 | Åre                    | 17e Supercombinatie 17e Super G             |
| 2009 | Val-d'Isère            | 6e Supercombinatie                          |
| 2011 | Garmisch-Partenkirchen | 8e Supercombinatie 21e Afdaling 23e Super G |
| 2015 | Vail/Beaver Creek      | DNS2 Combinatie 28e Afdaling                |
| 2017 | Sankt Moritz           | 22e Afdaling                                |

### Olympische Spelen
| Jaar | Plaats      | Resultaten                                 |
| ---- | ----------- | ------------------------------------------ |
| 2010 | Vancouver   | 4e Super G 8e Supercombinatie 22e Afdaling |
| 2018 | Pyeongchang | 5e Super G DNF1 Combinatie                 |

### Wereldbeker

#### Eindklasseringen
| Seizoen   | Algm | AD  | SG  | SC  |
| --------- | ---- | --- | --- | --- |
| 2005/2006 | 83e  | -   | 47e | 16e |
| 2006/2007 | 64e  | 38e | 43e | 11e |
| 2007/2008 | 75e  | 48e | 49e | 17e |
| 2008/2009 | 67e  | 49e | 44e | 13e |
| 2009/2010 | 28e  | 13e | 34e | 9e  |
| 2010/2011 | 23e  | 20e | 11e | 10e |
| 2011/2012 | 27e  | 14e | 18e | 16e |
| 2013/2014 | 77e  | 32e | -   | -   |
| 2014/2015 | 54e  | 24e | 37e | 15e |
| 2015/2016 | 21e  | 17e | 9e  | 7e  |
| 2016/2017 | 24e  | 6e  | 19e | 35e |
| 2017/2018 | 20e  | 16e | 8e  | 30e |